# سپورغان
سپورغان، روستایی است از توابع بخش نازلو و در شهرستان ارومیه استان آذربایجان غربی ایران است.

## جمعیت
این روستا در دهستان طلاتپه قرار داشته و بر اساس سرشماری سال ۱۳۸۵ جمعیّت آن ۲۴۳ نفر (۷۱ خانوار)
بوده‌است.